# 周澄奥
周澄奥（1992年7月15日—），男，重庆人，中国话剧和影视演员，中国国家话剧院演员。代表作有《你好，旧时光》、《愛很美味》、《私藏浪漫》等。並於《不完美受害人》劇中與知名女星周迅，搭檔演出，進而竄紅。

## 生平
2015年，本科毕业于上海戏剧学院表演系。同年进入国家话剧院。